# グスタフ・ナイトリンガー
グスタフ・ナイトリンガー（Gustav Neidlinger, 1910年3月21日 - 1991年12月26日）は、ドイツのバス・バリトン歌手。ワーグナーの諸役のうち、『ニーベルングの指環』のアルベリヒや『パルジファル』のクリングゾルに代表される悪役を得意とし、1952年から1975年まで出演していたバイロイト音楽祭でも、この2つの役をほぼ独占した。ワーグナー作品以外でも現代作品の創唱を手掛けるなど、1950年代から1960年代を代表するドイツのバス・バリトンの一人として活躍した。

## 生涯
グスタフ・ナイトリンガーは1910年3月21日、ドイツ帝国マインツに生まれる。フランクフルトに出て同地の音楽院でオットー・ロットシーパーに師事する。1931年にマインツの市立歌劇場でデビューし、1934年まで在籍。1934年から1935年のシーズンはザクセン州プラウエンの市立歌劇場のメンバー、1935年ないし1936年から第二次世界大戦を挟んで1950年まではハンブルク国立歌劇場のメンバーとなった。ハンブルク時代の1937年にはノルベルト・シュルツェの新作オペラ『ババ抜き』の世界初演に参加し、また1941年にはウィーン国立歌劇場に初出演を果たした。
1950年にハンブルクとの契約を終えたナイトリンガーは間もなく、シュトゥットガルト州立歌劇場のメンバーとなる。シュトゥットガルトでは非常に人気があったことから、1977年に歌劇場の名誉会員に推された。1951年にはストラヴィンスキー『放蕩児の遍歴』のドイツ初演に参加。1952年、ナイトリンガーは前年1951年から再開されたバイロイト音楽祭にはじめて出演し、ヨーゼフ・カイルベルト指揮の『指環』でアルベリヒを歌う。以降、1975年にバイロイトを離れるまで、出演しなかった1958年と1959年を除いてアルベリヒを独占的に歌い、バイロイトでは他に『ローエングリン』フリードリヒ・フォン・テルラムント伯爵、『トリスタンとイゾルデ』クルヴェナール、『ニュルンベルクのマイスタージンガー』夜警、フリッツ・コートナーおよびハンス・ザックス、そして『パルジファル』クリングゾルを歌った。
- 『ローエングリン』フリードリヒ・フォン・テルラムント伯爵：1960年
- 『トリスタンとイゾルデ』クルヴェナール：1952年~1953年、1963年~1964年、1970年
- 『マイスタージンガー』夜警：1952年、フリッツ・コートナー：1963~1964年、ハンス・ザックス：1956年~1957年、1968年
- 『パルジファル』クリングゾル：1954年~1956年、1960年~1966年
- 『ニーベルングの指環』アルベリヒ：1952年~1957年、1960年~1975年

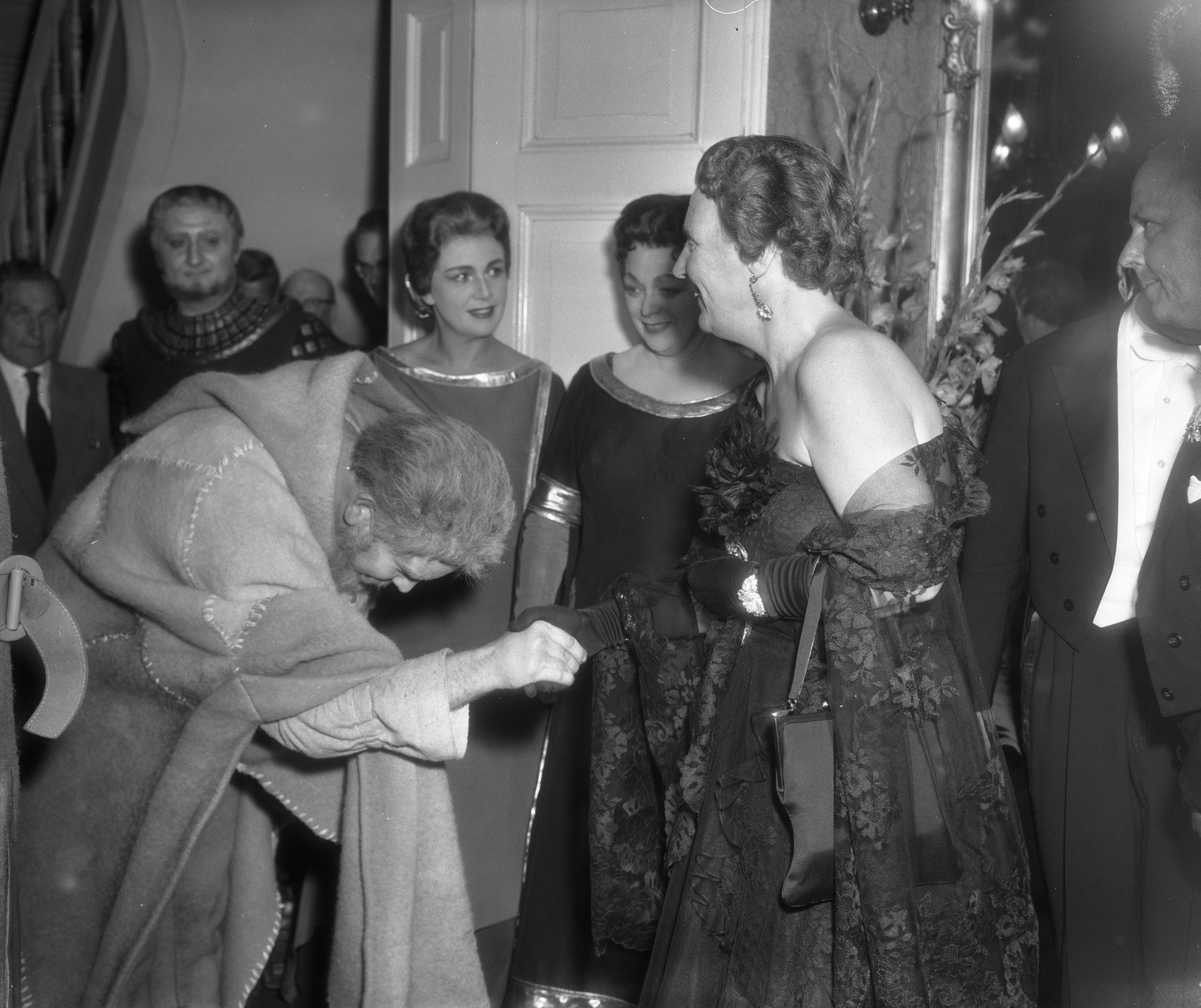
ハーグのオランダ音楽祭を訪れたユリアナに拝謁するナイトリンガー (1959年)

ドイツ国外での活躍も目覚ましく、1953年にスカラ座とパリ・オペラ座に初登場。パリ・オペラ座とは1967年まで出演するなど縁が長く続いた。1956年からはウィーン国立歌劇場のメンバーに入り、1958年にはエディンバラ音楽祭でウェーバー『オイリアンテ』のリジアントと『トリスタン』クルヴェナールを歌う。1963年、ナイトリンガーはロイヤル・オペラ・ハウス（コヴェント・ガーデン）に初出演して『ローエングリン』テルラムント伯を歌い、同じ年の10月には日生劇場のこけら落としを祝したベルリン・ドイツ・オペラの初来日公演に帯同して、カール・ベーム指揮によるベートーヴェン『フィデリオ』のドン・ピサロをヴァルター・ベリーとのダブルキャストで歌った。1972年から1973年のシーズン、ナイトリンガーは初めてメトロポリタン歌劇場（メト）の舞台に立つが、メトではアルベリヒを4公演歌っただけにとどまり、メトへの出演自体も当該シーズンのみとなった。ナイトリンガーは1977年に現役を引退し、1985年にマインツから「グーテンベルク・メダル」を授与された。1991年12月26日、グスタフ・ナイトリンガーは故郷マインツと同じラインラント＝プファルツ州のバート・エムスで亡くなった。81歳没。
ナイトリンガーはアルベリヒ、クリングゾル、ドン・ピサロのような極めつけの悪役のみならず、バイロイトでは歌っていない『パルジファル』アンフォルタスやリヒャルト・シュトラウス『ばらの騎士』のフォン・ファニナル、『影のない女』のバラック、ヴェルナー・エック『魔法のヴァイオリン』のカスパーといった役柄もこなした。ナイトリンガーの歌声は性格的で強力なものではあったが、軽い役柄にも十分対応できる技量を持ち合わせていた。実際、ナイトリンガーのレパートリーおよびディスコグラフィーは多彩であり、単なる「ワーグナー歌い」にとどまらない。オペラ以外でもコンサートや宗教曲で活躍し、経営難から解散の危機にあったフィルハーモニア管弦楽団が自主運営組織「ニュー・フィルハーモニア管弦楽団」と名乗って再スタートを切る記念のコンサートで、ナイトリンガーは楽団名誉総裁オットー・クレンペラーの指揮によるベートーヴェンの交響曲第9番の独唱者の一人として出演した。
ナイトリンガーは1952年に、当時の西ドイツ政府から「宮廷歌手」の称号を授与されている。

## 主なディスコグラフィ
- モーツァルト『フィガロの結婚』（バルトロ）：エーリッヒ・クンツ、イルマ・ベリッケ、ハンス・ホッター、ヘレーナ・ブラウン：クレメンス・クラウス指揮：1942年ザルツブルク音楽祭：Andromeda ANDRCD 5075（CD）[4]
- マスネ『マノン』（ド・ブレティニ）：セーナ・ユリナッチ、ケート・マース、アントン・デルモータ：ヴィルヘルム・シュヒター指揮北西ドイツ放送交響楽団：1950年：Myto Historical H045（CD）[5]
- ムソルグスキー『ボリス・ゴドゥノフ』（ヴァルラーム）：アレクサンデル・ウェリッシュ、ルドルフ・ショック、マルタ・メードル、ゲオルク・ハーン：シュヒター指揮北西ドイツ放送響：1950年：Walhall Eternity Series WLCD 0200（CD）[6]
- ワーグナー『ニーベルングの指環』（アルベリヒ）：カイルベルト指揮：1952年バイロイト音楽祭
  - 「ラインの黄金」：ヘルマン・ウーデ、イーラ・マラニウク、ヴォルフガング・ヴィントガッセン、パウル・クーン、ルートヴィヒ・ウェーバー：Myto MCD 00203（CD）[7]
  - 「ジークフリート」：ベルント・アルデンホフ、クーン、ホッター、アストリッド・ヴァルナイ：Myto MCD 00205（CD）[8]
  - 「神々の黄昏」：ヴァルナイ、マックス・ロレンツ、ヨーゼフ・グラインドル、ウーデ、メードル：Myto MCD 00206（CD）[9]
- ワーグナー『トリスタンとイゾルデ』（クルヴェナール）：ラモン・ヴィナイ、ヴァルナイ、マラニウク、L・ウェーバー、テオ・アダム：オイゲン・ヨッフム指揮：1953年バイロイト音楽祭：Golden Melodram GM 10030（CD）[10]
- ワーグナー『ニーベルングの指環』（アルベリヒ）：クラウス指揮：1953年バイロイト音楽祭
  - 「ラインの黄金」：ホッター、マラニウク、グラインドル、クーン、L・ウェーバー：Opera d'Oro OPD 1500（CD）[11]
  - 「ジークフリート」：ヴィントガッセン、クーン、グラインドル、ヴァルナイ、ホッター：Opera d'Oro OPD 1500（CD）[12]
  - 「神々の黄昏」：ヴィントガッセン、ウーデ、グラインドル、ヴァルナイ、マラニウク：Opera d'Oro OPD 1500（CD）[13]
- ワーグナー『ニーベルングの指環』「ラインの黄金」（アルベリヒ）：フェルディナント・フランツ、マラニウク、ヴィントガッセン、ユリウス・パツァーク、エリーザベト・グリュンマー：ヴィルヘルム・フルトヴェングラー指揮RAIローマ放送管弦楽団：1953年RAIローマ放送：Gebhardt JGCD 0060（CD）[14]
- ワーグナー『パルジファル』（クリングゾル）：ホッター、アダム、グラインドル、ヴィントガッセン、メードル：ハンス・クナッパーツブッシュ指揮：1954年バイロイト音楽祭：Archipel ARPCD 0283（CD）[15]
- ワーグナー『ニーベルングの指環』（アルベリヒ）：カイルベルト指揮：1955年バイロイト音楽祭
  - 「ラインの黄金」：ホッター、ゲオルギーネ・フォン・ミリンコヴィッチ、グラインドル、クーン、L・ウェーバー：Testament SBT2 1390（CD）[16]
  - 「ジークフリート」：ヴィントガッセン、クーン、グラインドル、ヴァルナイ、ホッター：Testament SBT4 1392（CD）[17]
  - 「神々の黄昏」：ヴィントガッセン、ウーデ、グラインドル、ヴァルナイ、グレ・ブラウエンスタイン：Testament SBT4 1393（CD）[18]
- ワーグナー『ニーベルングの指環』（アルベリヒ）：クナッパーツブッシュ指揮：1956年バイロイト音楽祭
  - 「ラインの黄金」：ホッター、ミリンコヴィッチ、グラインドル、ルートヴィヒ・ズートハウス、アーノルド・ヴァン・ミル：Andromeda ANDRCD 9013（CD）[19]
  - 「ジークフリート」：ヴィントガッセン、クーン、ヴァルナイ、ホッター、ヴァン・ミル：Andromeda ANDRCD 9015（CD）[20]
  - 「神々の黄昏」（ハーゲン）：ヴィントガッセン、ウーデ、グラインドル、ヴァルナイ、ブラウエンスタイン：Andromeda ANDRCD 9016（CD）[21]
- ワーグナー『ニーベルングの指環』（アルベリヒ）：クナッパーツブッシュ指揮：1957年バイロイト音楽祭
  - 「ラインの黄金」：ホッター、ミリンコヴィッチ、グラインドル、ズートハウス、ヴァン・ミル：Walhall Eternity Series WLCD 0216（CD）[22]
  - 「ジークフリート」：アルデンホフ、クーン、グラインドル、ヴァルナイ、ホッター：Walhall Eternity Series WLCD 0218（CD）[23]
  - 「神々の黄昏」：ヴィントガッセン、ウーデ、グラインドル、ヴァルナイ、グリュンマー：Walhall Eternity Series WLCD 0219（CD）[24]
- ワーグナー『ニーベルングの指環』（アルベリヒ）：ゲオルク・ショルティ指揮ウィーン・フィルハーモニー管弦楽団：スタジオ録音
  - 「ラインの黄金」：ジョージ・ロンドン、キルステン・フラグスタート、セット・スヴァンホルム、クーン、クレア・ワトソン、ワルデマール・クメント、エバーハルト・ヴェヒター：1958年スタジオ録音：Decca 470 600-2（CD）[25]
  - 「ジークフリート」：ヴィントガッセン、ゲルハルト・シュトルツェ、ホッター、ビルギット・ニルソン、マルガ・ヘフゲン、クルト・ベーメ、ジョーン・サザーランド：1962年スタジオ録音：Decca 470 600-2（CD）[26]
  - 「神々の黄昏」：ニルソン、ヴィントガッセン、ゴットロープ・フリック、ディートリヒ・フィッシャー＝ディースカウ、ワトソン、クリスタ・ルートヴィヒ、ルチア・ポップ、ギネス・ジョーンズ：1964年スタジオ録音：Decca 470 600-2（CD）[27]
- J.S.バッハ ミサ曲 ロ短調：ピエレット・アナリー、ナン・メリマン、レオポルド・シモノー：ヘルマン・シェルヘン指揮ウィーン交響楽団：Tahra TAH 737/8（CD・原盤ウエストミンスター）[28]
- ワーグナー『ローエングリン』（テルラムント伯）：ヴィントガッセン、アーゼ・ノルドゥモ＝レフベルイ、ヴァルナイ、アダム、ヴェヒター：ロリン・マゼール指揮：1960年バイロイト音楽祭：Naxos Historical 8.110308/10（CD）[29]
- ベートーヴェン『フィデリオ』（ドン・ピサロ）：ユリナッチ、ジャン・ピアース、デジュー・エルンスター、マリア・シュターダー：クナッパーツブッシュ指揮バイエルン国立歌劇場管弦楽団：1961年：Universal Victor MVCW-14003/5（CD）[30]
- ワーグナー『パルジファル』（クリングゾル）：ロンドン、マルッティ・タルヴェラ、ホッター、ジェス・トーマス、アイリーン・ダリス、グンドゥラ・ヤノヴィッツ、アニャ・シリヤ：クナッパーツブッシュ指揮：1962年バイロイト音楽祭：Philips 475 7785（CD）[31]
- ベートーヴェン『フィデリオ』（ドン・ピサロ）：ルートヴィヒ、ジェームズ・キング、グラインドル、リザ・オットー、ウィリアム・ドゥリー：ベーム指揮ベルリン・ドイツ・オペラ：1963年日生劇場（ベルリン・ドイツ・オペラ来日公演）：Canyon Classics PCCL 00060（CD）[32]
- ワーグナー『パルジファル』（クリングゾル）：トーマス・スチュワート、ハインツ・ハーゲナウ、ホッター、ジョン・ヴィッカーズ、バルブロ・エリクソン、シリヤ：クナッパーツブッシュ指揮：1964年バイロイト音楽祭：Orfeo C 690074 L（CD）[33]
- ワーグナー『ニュルンベルクのマイスタージンガー』（フリッツ・コートナー）：グラインドル、ベーメ、カルロス・アレクサンダー、シャーンドル・コーンヤ、シリヤ：ベーム指揮：1964年バイロイト音楽祭：Golden Melodram GM 10074（CD）[34]
- ベートーヴェン 交響曲第9番：アグネス・ギーベル、ヘフゲン、エルンスト・ヘフリガー：クレンペラー指揮ニュー・フィルハーモニア管：EMI Classics MVD 491474 3（VHS）[35]
- ワーグナー『ローエングリン』（テルラムント伯）：トーマス、イングリット・ビョーナー、ヴァルナイ、フランツ・クラス、トム・クラウゼ：ヴォルフガング・サヴァリッシュ指揮：1965年スカラ座：Living Stage LS 4035151（CD）[36]
- ワーグナー『ニーベルングの指環』（アルベリヒ）：ベーム指揮：1966年バイロイト音楽祭
  - 「ラインの黄金」：アダム、アンネリス・ブルマイスター、ヴィントガッセン、エルヴィン・ヴォルファウト、シリヤ、ゲルト・ニーンシュテット：Decca 478 0279（CD）[37]
  - 「ジークフリート」：ヴィントガッセン、ヴォルファウト、アダム、ニルソン：Decca 478 0279（CD）[38]
- ワーグナー『ニーベルングの指環』「神々の黄昏」（アルベリヒ）：ニルソン、ヴィントガッセン、グラインドル、スチュワート、メードル：ベーム指揮：1967年バイロイト音楽祭：Decca 478 0279（CD）[39]